# Isolation (John Lennon låt)
Isolation är en sång av John Lennon, utgiven 1970 på albumet John Lennon/Plastic Ono Band. Låten har, precis som andra Lennonlåtar, spelats av andra artister. Bland andra av Joe Cocker, Sponge, Maxïmo Park och Ann Wilson.

## Musiker
- John Lennon - sång, piano, orgel
- Ringo Starr - trummor
- Klaus Voormann - bas